# A la pradera (Granados)
A la cubana, op. 35, és una peça per a piano composta, probablement, durant l'etapa primerenca del compositor català Enric Granados (ca. 1900).

## Trets estilístics i compositius
El seu caràcter és amable en certes ocasions, delicat en altres, i amb un cert vigor quan hi ha un passatge fort. El ritme de sardana més o menys encobert que s'hi troba, porta Iglesias a inferir que el paisatge amb què Granados pensa per a compondre aquesta obra és el dels prats catalans. Pel que fa a la melodia, en moltes ocasions trobem un encobriment temàtic, que caracteritza aquesta obra, a conseqüència de la realització de la melodia principal com a veu interna. I a nivell estructural es podria extreure aquest esquema formal: Introducció - 3 variacions - I període d'extensió - 2 variacions - II període d'extensió.
Introducció (compassos 1 al 6)
S'inicia amb una indicació d'"allegro poco animato" i un matís de "piano", que produeixen un inici plàcid i delicat on s'exposa l'únic tema de l'obra sencera.
Primera variació (compassos 6 al 14)
A l'exposició temàtica realitzada durant la introducció s'hi afegeix una resposta que es completa en una sonoritat de "pianissimo". Aquest tema, amb la resposta complementària, es repeteix amb octaves en dinàmica de "fortissimo" i amb una brillantor afegida gràcies als acords intercalats a la línia melòdica principal.
Segona variació (compassos 15 al 22)
Després d'aquest fragment potent a nivell dinàmic, es torna a quelcom religiós que contrasta atès que es fa amb una dinàmica més baixa. A més a més, hi ha un enriquiment de la textura, ja que apareix —el compàs 20— una línia de semicorxeres que aporta lleugeresa.

Tercera variació (compassos 23 al 30)
En el primer fragment, apareix un dibuix sincopat, mentre que en el segon, augmenta la fermesa i determinació del discurs gràcies a la proposició temàtica exposada a distància d'una octava inferior.
Primer període d'extensió (compassos 31 al 38)
Constitueix un fragment de modulació que s'inicia amb les tres últimes notes de la tercera variació. Conté, també, una presentació canònica del cap del tema en "fortissimo", que desemboca en la quarta variació.
Quarta variació (compassos 39 al 46)
En comptes de realitzar proposta temàtica i resposta (o antecedent i conseqüent), es repeteix dues vegades la proposta: el primer cop, es prenen el trets musicals de la segona variació; i el segon, es repeteixen en una nova tonalitat, amb un dibuix acompanyant de semicorxeres afegit.
Cinquena variació (compassos 47 al 54)
En aquesta variació s'al·ludeix al mateix dibuix de la tercera variació revestit amb acords, i —a partir del compàs 51— amb una repetició a distància d'octava inferior.
Segon període d'extensió (compassos 55 al 63)
Es tracta d'un fragment que pren de referència el primer període d'extensió, encara que té alguna variació i acaba adquirint un caràcter codal. Acaba, finalment, amb un brillant "fortissimo".